# Conchita Martínez Granados
Conchita Martínez Granados (Barcelona, 20 januari 1976) is een tennisspeelster uit Spanje. Zij begon op tienjarige leeftijd met het spelen van tennis. Haar favoriete ondergrond is gravel. Zij speelt rechtshandig en heeft een tweehandige backhand.

## Loopbaan
Zij debuteerde in 1992 op het ITF-circuit. In 1999 speelde zij haar eerste grandslamtoernooi toen zij zich plaatste voor het Australian Open. Het beste resultaat op een grandslamtoernooi behaalde zij in 2003, toen zij samen met de Hongaarse Zsófia Gubacsi in het dubbelspel op het Australian Open de derde ronde bereikte. Zij stond in 2003 voor de eerste (en enige) keer in een WTA-enkelspelfinale, op het toernooi van Bol – zij verloor van de Russin Vera Zvonarjova. In het dubbelspel bereikte zij driemaal een WTA-finale – ook die wist zij niet met winst af te ronden.
In juli 2007 speelde zij op het WTA-toernooi van Palermo haar laatste prof-wedstrijd.

## Posities op deWTA-ranglijst
Positie per einde seizoen:
| jaar | rang enkelspel | rang dubbelspel |
| ---- | -------------- | --------------- |
| 1992 | 706            | 739             |
| 1993 | 835            | 625             |
| 1994 | 890            | 707             |
| 1995 | 429            | 720             |
| 1996 | 317            | 377             |
| 1997 | 168            | 242             |
| 1998 | 106            | 165             |
| 1999 | 202            | 143             |
| 2000 | 248            | 103             |
| 2001 | 158            | 159             |
| 2002 | 94             | 111             |
| 2003 | 105            | 89              |
| 2004 | 152            | 124             |
| 2005 | 114            | 122             |
| 2006 | 139            | 148             |
| 2007 | 313            | 172             |

## Palmares
| Legenda                |
| ---------------------- |
| Grandslamtoernooi      |
| Olympische Spelen      |
| Year-End Championships |
| Tier I                 |
| Tier II                |
| Tier III               |
| Tier IV & V            |

### WTA-finaleplaatsen enkelspel
| nr.              | finale     | toernooi | ondergrond | tegenstandster  | score    |         |
| ---------------- | ---------- | -------- | ---------- | --------------- | -------- | ------- |
| gewonnen finales |            |          |            |                 |          |         |
| geen             |            |          |            |                 |          |         |
| verloren finales |            |          |            |                 |          |         |
| 1.               | 2003-05-04 | WTA Bol  | gravel     | Vera Zvonarjova | 1-6, 3-6 | details |

### WTA-finaleplaatsen vrouwendubbelspel
| nr.              | finale     | toernooi       | ondergrond | partner                     | tegenstandsters                   | score    |         |
| ---------------- | ---------- | -------------- | ---------- | --------------------------- | --------------------------------- | -------- | ------- |
| gewonnen finales |            |                |            |                             |                                   |          |         |
| geen             |            |                |            |                             |                                   |          |         |
| verloren finales |            |                |            |                             |                                   |          |         |
| 1.               | 2002-07-14 | WTA Casablanca | gravel     | Gisela Dulko                | Petra Mandula Patricia Wartusch   | 2-6, 1-6 | details |
| 2.               | 2003-04-20 | WTA Boedapest  | gravel     | Tetjana Perebyjnis          | Petra Mandula Olena Tatarkova     | 3-6, 1-6 | details |
| 3.               | 2005-02-27 | WTA Acapulco   | gravel     | Rosa María Andrés Rodríguez | Alina Zjidkova Tetjana Perebyjnis | 5-7, 3-6 | details |

## Resultaten grandslamtoernooien
| Legenda | Legenda                          |
| ------- | -------------------------------- |
| g.t.    | geen toernooi gehouden           |
| l.c.    | lagere categorie                 |
| –       | niet deelgenomen                 |
| G       | uitgeschakeld in de groepsfase   |
| 1R      | uitgeschakeld in de eerste ronde |
| 2R      | uitgeschakeld in de tweede ronde |
| 3R      | uitgeschakeld in de derde ronde  |
| 4R      | uitgeschakeld in de vierde ronde |
| KF      | uitgeschakeld in de kwartfinale  |
| HF      | uitgeschakeld in de halve finale |
| F       | de finale verloren               |
| W       | het toernooi gewonnen            |
| w-v     | winst/verlies-balans             |

### Enkelspel
| Australian Open | 1R | –  | –  | 1R | 1R | 2R |
| Roland Garros   | –  | 1R | 2R | 1R | 1R | 2R |
| Wimbledon       | –  | –  | –  | 2R | –  | 1R |
| US Open         | –  | –  | 1R | 1R | –  | 1R |

### Vrouwendubbelspel
| toernooi        | 2000 | 2001 | 2002 | 2003 | 2004 | 2005 | 2006 |
| --------------- | ---- | ---- | ---- | ---- | ---- | ---- | ---- |
| Australian Open | 1R   | 1R   | –    | 3R   | 1R   | 1R   | –    |
| Roland Garros   | 1R   | 1R   | –    | 1R   | 1R   | –    | 1R   |
| Wimbledon       | –    | –    | –    | 1R   | –    | –    | –    |
| US Open         | 1R   | –    | 2R   | 1R   | 2R   | –    | 1R   |